# Martinsburg (Pensilvania)
Martinsburg es un borough ubicado en el condado de Blair en el estado estadounidense de Pensilvania. En el año 2000 tenía una población de 2,236 habitantes y una densidad poblacional de 1,370.4 personas por km².

## Geografía
Martinsburg se encuentra ubicado en las coordenadas 40°18′38″N 78°19′32″O / 40.31056, -78.32556.

## Demografía
Según la Oficina del Censo en 2007 los ingresos medios por hogar en la localidad eran de $27,125 y los ingresos medios por familia eran $36,797. Los hombres tenían unos ingresos medios de $25,096 frente a los $19,226 para las mujeres. La renta per cápita para la localidad era de $14,678. Alrededor del 13.2% de la población estaba por debajo del umbral de pobreza.